# Georg Wilhelm Rauchenecker
Georg Wilhelm Rauchenecker est un violoniste, compositeur et chef d’orchestre bavarois, né à Munich le 8 mars 1844 et mort à Elberfeld, aujourd’hui Wuppertal, le 17 juillet 1906.

## Vie

### Enfance et adolescence (1844-1860)
Georg Wilhelm Rauchenecker est né le 8 mars 1844 à Munich. Il est le premier enfant du musicien Jakob Rauchenecker (1815-1876) et de Rosina Crescenz Rauchenecker, née à Wening (1815-1876), et fut baptisé deux jours plus tard à Sankt Peter. Très jeune, son père le confie à son oncle Georg Wening, prêtre de la communauté de Thalheim, 260 habitants, près de Erding. Il apprend au lycée royal Maximilien de Munich (de) et à 11 ans, il est le premier violon du chœur de l’église. Rauchenecker reçu une intense éducation musicale, au piano et à l’orgue par Theodor Lachner (1798-1877), au violon par Joseph Walter (1831-1875), au contrepoint par August Baumgartner (1814-1864) et à la composition par Franz Lachner (1803-1890). À l’âge de 15 ans, il donne des cours de violon, piano, orgue, ainsi que sur des sujets théoriques comme l’harmonie, les formes musicales, la fugue et le contrepoint. Max Hieber (de), le chef d’orchestre de la cour, fut l’un de ses élèves.

### Années en France (1860-1870)
Le 1er aout 1860, Georg Wilhelm Rauchenecker reçoit un permis d’entrée en France, et travaille dès lors en tant que premier violon au Grand Théâtre de Lyon. En 1862, il est nommé maitre de chapelle à Aix-en-Provence, puis en 1864 à Carpentras en qualité de premier chef d’orchestre du théâtre. À Carpentras, il épouse Elisabeth Antoinette Emilie Fournial (1842-1870), une professeur d’école. Leurs jumeaux Alban et Margarethe naissent le 8 septembre 1867 à Carpentras. En 1868, Rauchenecker prends la position de chef d’orchestre du conservatoire d’Avignon. Avec la guerre franco-prussienne de 1870, Rauchenecker est expulsé de France et s’installe en Suisse.

### Années en Suisse (1870-1884)
Peu après leur arrivée a Zurich, sa femme Elisabeth meurt à l’âge de 28 ans. Georg Wilhelm Rauchenecker gagne sa vie en donnant des leçons de piano. Il est membre de l’orchestre de Tonhalle à Zurich. Son futur beau-frère Oskar Kahl, chef de l’orchestre de Zurich, le présente à Richard Wagner. Le 21 décembre 1870 ont lieu les premières répétitions de “l’idylle de Siegfried” dans le foyer du vieux théâtre de Zurich. Le 25 décembre a lieu la première sous la supervision de Wagner, sur l’escalier de sa maison de Tribschen, à Lucerne. Georg Wilhelm Rauchenecker est parmi les 15 musiciens de l’orchestre. Le 30 décembre, une série de sept soirées en quartet débute, durant lesquelles Oskar Kahl (premier violon), Georg Rauchenecker (second violon), Hans Richter (Viola) et Hermann Ruhoff (Cello) contrebasse) répètent les quartets de Beethoven dans la maison de Wagner à Tribschen.
En 1871 Georg Wilhelm Rauchenecker prend une position de chef d’orchestre à Lenzburg où il est découvert par Dr. Jakob Heinrich Ziegler-Sulzer (1798-1882), un médecin et amateur d’art de Winterthur.
Au printemps 1873, il se convertit à l’église protestante, car sa seconde femme est évangélique. Le mariage avec Anna Karolina Ulrica Kempin (1845-1904) a lieu le 25 mars 1873 à l’église Neumünster de Zurich.
Le 29 octobre 1873, Rauchenecker est élu – à la suggestion du Dr. Sulzer – chef d'orchestre du collège musical de Winterthour (de) où il occupera aussi la position de chef de l’école de musique à partir de décembre 1873. Durant les dix années suivantes, il a une influence déterminante sur la vie musicale de la ville.
De 1873 à 1876, il dirige le chœur d’hommes “Frohsinn”, et en 1875 celui de “Frauenfeld”.
Le 3 avril 1876, le père de Georg Wilhelm Rauchenecker meurt à Winterthour, et sa fille Hélène nait le 18 février 1877. En 1878, il succède à Julius Buckel à l’orgue de l’église évangélique réformiste de Winterthur. Sa fille Elsa nait le 28 janvier 1880.
En 1880, Georg Wilhelm Rauchenecker et U. Ruckstuhl ouvrent un magasin de musique à Winterthur. Ses adieux à Winterthur eurent lieu le 13 mars 1884, sous la forme d’un concert.

### Années berlinoises (1884-1885)
Le 30 mars 1884 marque le déménagement à Berlin de Georg Wilhelm Rauchenecker où il dirige l’ orchestre philharmonique de Berlin, rue Bernburger à Berlin-Kreuzberg. Il accède à cette position grâce au l’accueil favorable reçu par sa symphonie en F mineur interprétée à Berlin en 1883. Le 30 avril, il dirige son premier concert symphonique. À côté, il travaille comme professeur de piano au conservatoire de Stern’sches et dirige des exercices d’ensembles.

### Années à Elberfeld (1885-1906)
Après un court séjour à Cassel, il déménage à Barmen au début du printemps 1885.
Il prend la direction de la société orchestrale jusqu’en 1887, puis dirige l’Association Instrumentale de Elberfeld (Association Instrumentale de Wuppertal depuis 1929). En 1889, il fonde un conservatoire à Elberfeld. Parmi ses élèves figurent le tromboniste Joseph Franz Serafin Alschausky (1879-1948) et le compositeur Gustav Adolf Uthmann (de) (1867-1920).
En 1892, il dirige le chœur d’hommes “Deutscher Sängerkreis” durant un an, et est nommé “maitre de chapelle de la ville” en 1902.
Sa seconde épouse Anna (née Kempin) meurt le 2 janvier 1904 à Elberfeld. En 1905 il reçoit le titre de “Königlich Preussischer Musikdirektor” (“Directeur Royal de Musique de Prusse”)
Georg Wilhelm Rauchenecker meurt le 17 juillet 1906 des suites d’une pneumonie à Elberfeld.

## Œuvres
Rauchenecker composa de nombreuses pièces pour différents genres musicaux :

### Œuvres orchestrales
- Symphonie no 1 en fa mineur (1875)
- Symphonie no 2 en si Majeur Jubelsinfonie (1885)
- Symphonie no 3 en ré Majeur Elegische Sinfonie (1903/1904)
- Grande Ouverture pour Musique Militaire (1867)
- Ouverture La graine de coquelicot (avant 1870)
- Symphonisches Tonwerk im Stil einer Ouvertüre (de) (1880)
- Hochzeits-Idyll (1889)
- Alarich auf der Akropolis (environ 1899/1900), poème symphonique
- Aus der Jugendzeit (environ 1896), poème symphonique
- Friedrich Rotbart (environ 1870), poème symphonique
- Interlude de l’opéra Sanna (environ 1893)

### Œuvres concertantes
- Concerto pour violon no 1 en la mineur (1876/1885)
- Concerto pour violon no 2 en si mineur (1900)
- Concerto pour piano no 1 en si mineur (1898)
- Concerto pour piano no 2 en fa mineur (1894)
- Concerto pour violoncelle en ré mineur (1904)
- Concerto pour hautbois en ré mineur (1905)

### Chansons
- Fünf Lieder der Brautzeit (Bräutigamslieder) (1894) pour baryton et piano
- Sieben Lieder basé sur le roman Der Liedermacher (1894) pour soprano et piano
- Abendlied (1896)
- Maria Wiegenlied (1898)
- Wirtstöchterlein(1898)
- Schwing dich auf(1900)
- Ave verum corpus (1903) pour alto, violoncelle, harpe et orgue
- So geht’s (environ 1888) pour voix et piano
- Bergisches Lied pour baryton et piano
- Drei Gesänge pour baryton
- Fünf Lieder (environ 1883/84) pour une voix profonde
- Königsmordliche Ballade (environ 1874) avec accompagnement de flûte

### Œuvres de Chœur
- Sechs Lieder (1878) pour chœur mixte
- Zwei Särge (1900) pour chœur mixte et piano
- Pharao (1897) pour chœur mixte à quatre parties ou chœur de femme en trois parties et piano
- Lied von der Glocke (environ 1895) pour chœur mixte à quatre parties avec déclamation et piano ou pour chœur de femme en trois parties
- Hymne zur Einweihung des Kaiser-Wilhelm- und des Kaiser-Friedrich-Denkmals in Elberfeld (1883) pour chœur d’hommes
- Deutsches Schwert und deutscher Sang (1891) pour chœur d’hommes à quatre parties
- Gotenzug, op. 137 (1899) pour chœur d’hommes à quatre parties avec instruments à vent ou piano
- Gotentreue, op. 138 (1899) pour chœur d’hommes, solo et orchestre (ou piano)
- Germania (environ 1896) pour chœur d’hommes
- Sechs Lieder pour chœur d’hommes
- Schwert und Palme pour chœur d’hommes
- Baracher Wein (environ 1889) pour chœur d’hommes à quatre parties
- Chorlied der Deutschen in Amerika (1885) pour chœur d’hommes à quatre parties
- Der Lenz ist da (environ 1890) pour chœur d’hommes
- O du taufrischer Morgen (1877) pour chœur d’hommes
- Wie lieb ich dich (1877) pour chœur d’hommes
- Walther von der Vogelweide (1899) pour chœur d’hommes à quatre parties a-cappella
- Das heutige Vaterland (1883) pour chœur d’hommes
- Gruss der Heimat: Wo immer ich weile (environ 1888) pour chœur d’hommes
- Die Schönheit der Natur (1900) pour chœur de femmes à quatre parties
- Im Abendrot (1900) pour chœur de femmes à quatre parties
- Geduld (1900) pour chœur de femmes à trois parties
- Zur heiligen Nacht (1900) pour chœur mixte et chœur de femmes à trois parties et piano
- Vater unser (1895) pour chœur de femmes à trois parties avec harmonium et flûte
- Weihnachtsgruss (1898) pour chœur de femmes à trois parties et piano
- Ode an das 19. Jahrhundert (1899)
- An die Freiheit (1891) pour solo, chœur et orchestre
- Niklaus von der Flüe (1874), cantate suisse pour la paix, pour solo, chœur d’hommes  et orchestre
- Trauerkantate auf den Tod Friedrichs III. (1888) pour chœur mixte, baryton et orchestre
- Meine Göttin (1897), cantate pour ténor, chœur d’hommes  et orchestre
- Huldigung der schönen Künste (1898) , cantate pour solo, chœur et orchestre
- Heil dir Germania, cantate pour chœur mixte à quatre parties, piano et déklamation
- Hinaus auf hohen Bergesgipfel (1889), cantate
- Die Murtenschlacht (1876), cantate pour solo, chœur et orchestre
- Kaiser Otto I., cantate pour solo, chœur de femmes à trois parties et piano ou pour solo, chœur mixte et piano
- Borussia (1899/1900), cantate pour chœur mixte avec solo, flûte et piano ou pour chœur de femmes à trois parties avec solo, flute et piano
- Durch Nacht zum Licht (per tenebras ad lucem) (6 février 1901), oratorio pour chœur, solo et  orchestre
- Grosse Vokale Messe (1863/64) pour chœur à six parties
- Titanenschicksal (1899)
- Festgesang (1877) pour chœur mixte, solo et orchestre

### Œuvres dramatique
- Le florentin (1871), opéra en 3 actes
- Adelheid von Burgund (1886), opéra
- Die letzten Tage von Thule (environ  1889), opéra en 4 actes
- Sanna (1893), opéra en 2 actes
- Ingo (1893), opéra en 4 actes
- Don Quijote (1895), opéra en 3 actes
- Der Florentiner (1901), opéra en 3 actes (Neufassung von "Le florentin")
- Ovid bei Hof (après 1885), musique de scène
- Theodor Körner(1891), Festival
- Amalasuntha, opéra

### Musique de chambre
- Streichquartett Nr. 1 c-mineur (1874)
- Streichquartett Nr. 2 D-major (1878)
- Streichquartett a-mineur (environ  1879)
- Streichquartett E- major (environ  1883)
- Streichquartett g- mineur (sous la forme d’une suite) (environ 1890)
- Streichquartett Es- major
- Klavierquintett D- major (1897) pour piano, flûte, 2 violons, alto et violoncelle
- Streichersextett Es- major
- Bläseroktett B- major (1897) pour flûte, hautbois, cor anglais, 2 cornes, clarinette basse et basson

### Œuvres de instruments solo
- 6 Charakteristische Tonbilder, op. 24-29 (1873) pour violon et piano
- Orientalische Phantasie(1874) pour violon et quatuor à cordes ou piano
- Die vier Temperamente , 4 petites pièces pour piano
- 5 kleine Klavierstücke
- 26 kleine Orgelpräludien (environ 1902/03)
- Jesu, komm zu mir pour orgue
- Präludium für Harmonium (après 1885)

## Prix
En 1905 Rauchenecker reçoit le titre de “Königlich Preussischer Musikdirektor” (“Directeur Royal de Musique de Prusse”).

## Discographie (sélection)
- Streichquartett Nr. 1 (1874) (Jecklin, DDD, 95)